# Декалог 8
«Декало́г 8» (пол. Dekalog, osiem) — восьмой телефильм из десятисерийного цикла «Декалог», снятого польским кинорежиссёром Кшиштофом Кесьлёвским. Фильм вышел на экраны 22 июня 1990 года. Прототипом главной героини может являться Ханна Кралль, пережившая Холокост в Польше.
Фильм связан с девятой из десяти заповедей — «Не произноси ложного свидетельства на ближнего твоего».

## Сюжет
Варшава, середина 1980-х годов. Пожилая профессор университета Зофья встречает американскую коллегу Эльжбету польского происхождения, которая приехала из Нью-Йорка, чтобы послушать лекции Зофьи. В аудитории на семинаре, посвящённом теме «Этический ад», одна студентка рассказывает историю о враче, которого жена одного из его пациентов спрашивает, умрёт ли её муж: ей важно это знать, поскольку она должна решить, оставлять ли ей ребёнка, отцом которого является не её муж; так доктору приходится решать судьбу ещё не родившегося ребёнка. Эльжбета также рассказывает историю о выборе: в 1943 году в Варшаве, во время гонения на евреев, одну 6-летнюю еврейскую девочку, чтобы спасти, должны были передать опекунам, но для этого её сначала должны были крестить. Однако когда девочку привели для крещения к католической паре, женщина внезапно отказалась проводить крещение, и девочку в результате не отдали опекунам, с большой вероятностью обрекая на смерть. В аудитории высказывались предположения о мотивах женщины: возможно, она боялась, зная, что её саму могут выдать Гестапо, или же её совесть католички не позволяла участвовать в «фиктивном» крещении.
После лекции Зофья и Эльжбета разговаривают, и Зофья понимает, что Эльжбета и была той самой девочкой. Зофья же была женщиной, которая отказалась участвовать в крещении. Она привозит Эльжбету к тому дому, где сорок лет назад произошла их встреча, а затем раскрывает истинную причину отказа: оказывается, ныне покойный муж Зофьи был участником сопротивления, и накануне о будущих опекунах девочки была получена информация о том, что они являются предателями (что впоследствии не подтвердилось). В этом случае участники подполья оказались бы под угрозой гибели.
Ночью и на следующий день женщины продолжают разговаривать. Эльжбета понимает, что Зофья испытывает сомнения по поводу того, насколько правильно она поступала во время войны. Эльжбета просит Зофью отвезти её к тем людям, которые должны были стать её опекунами. Зофия привозит её к швейной мастерской, однако мастер (несостоявшийся опекун Эльжбеты) отказывается говорить о войне и о чём-либо другом, кроме пошива одежды. Зофья объясняет отказ тем, что он много страдал во время войны и после, и больше не хочет обсуждать это.

## В ролях
- Мария Косьцялковская — Зофья
- Тереза Марчевская — Эльжбета
- Артур Барцись — студент
- Тадеуш Ломницкий — портной
- Мариан Опаня — декан
- Бронислав Павлик — филателист, сосед Зофьи

## Критика
Славой Жижек в книге «Киногид извращенца» называет эту часть «во всех смыслах слабейшим эпизодом „Декалога“». «Ложным свидетельством», связывающим фильм с заповедью, является несправедливое подозрение в сотрудничестве с нацистами, которое героиня в годы войны высказывает по отношению к одному из участников Сопротивления. При этом её обвинение привело к противоположному результату, нежели обсуждаемый на семинаре случай со врачом и пациенткой («Декалог 2»), относительно которого утверждается, что «самое главное, что ребенок жив»: решение героини ставит жизнь еврейской девочки под угрозу.